# Circuito de Papez
O cérebro visceral, descrito por Christofredo Jakob em 1908 atribuido a James Papez (1937), trata-se de um circuito que começa no hipocampo. As fibras eferentes dos neurónios hipocâmpicos saem pelo trígono/fórnix, formando parte das fibras pós-comissurais do pilar anterior que chegam aos corpos mamilares. De aí, dirigem-se ao núcleo anterior do tálamo através do feixe mamilo-talâmico de Vicq D’azyr. A seguir, incorporam-se ao fascículo do cíngulo (que é um feixe de sustância branca no interior da circunvoluçao do cíngulo) e dirigem-se para trás para entrar na circunvolução do hipocampo, completando assim o circuito.
Pensa-se que o circuito de Jakob o cérebro visceral está relacionado com o comportamento afectivo, emocional e também com a memória recente, já que a sua lesão produz uma incapacidade para poder repetir ordens verbais por meio da linguagem: amnésia anterógrada

## Referencia
- Lazaros C. Triarhou (2008), Centenary of Christfried Jakob's discovery of the visceral brain. Neuroscience & Biobehav. Reviews 5 (32), pp. 984-1000.
- Keltke G, School of Medical Sciences of Unicamp
- Integridade do circuito de memória in vivo e post-mortem em pacientes com demência frontotemporal e com doença de Alzheimerlojn